# Augustus Harris
Augustus Harris est un acteur, auteur et directeur de théâtre, britannique né le 18 mars 1852 à Paris et mort à Londres le 22 juin 1896.

## Biographie
Son père, homonyme, était directeur de l'Opéra Italien quand Augustus Harris est né en 1852 à Paris, ville dans laquelle il fît ses études. Sa sœur, Maria, de un an son ainée, sera aussi actrice. À la mort de leur père en 1873, il se lance dans la profession d'acteur de théâtre en Angleterre au Théâtre Royal de Manchester en jouant Malcolm de Macbeth. Il est engagé ensuite par l'Amphithéâtre de Liverpool pour jouer des rôles de jeune premier avant d'être contacté pour occuper le poste de régisseur de l'Opéra Italien de Londres.
En 1876, il revient à Paris pour rencontrer les directeurs de théâtre que son père connaissait et ramener en Angleterre les pièces de théâtre qui lui plurent (Les Danicheff, Pink-Dominos). La première fût jouée au Théâtre Saint-James de Londres, la deuxième au Critérion-Théâtre. Augustus Harris joue sa première pantomime au Crystal Palace dans Sinbad the sailor (Sinbad le Marin).
En 1879, il devient directeur du Théâtre de Drury-Lane à Londres dans lequel il joue le Henri V de Shakespeare et monte une pantomime Bluebeard (Barbe-Bleue) dont le succès l'amena à en monter une chaque année à Noël. Mais il monta aussi des mélodrames parmi lesquels on peut citer The World (1880), Human Nature (1885), Million of Money (1890), Cheer, Boys, Cheer (1895)...
En 1891, il prend la direction du Théâtre de Covent-Garden, sans abandonner celle de Drury-Lane. Il multiplie dans les deux théâtres les représentations à succès et créé ses propres opéras comme The Basoche (1891), Amy Robsart (1893), The Little Genius (1896).
Il meurt à Folkestone le 22 juin 1896 à seulement quarante quatre ans et est enterré à Londres au cimetière de Brompton sous un impressionnant monument funéraire.